# Anatomie-Park
Anatomie-Park (Originaltitel: Anatomy Park) ist die dritte Episode der ersten Staffel der Zeichentrickserie Rick and Morty. Sie wurde von Eric Acosta und Wade Randolph geschrieben, während John Rice die Regie führte. Die Episode wurde erstmals am 16. Dezember 2013 auf Adult Swim ausgestrahlt, die deutsche Erstausstrahlung erfolgte am 14. Dezember 2014 auf TNT Serie.

## Handlung
Es ist Weihnachten, weshalb Jerry alle technischen Geräte seiner Familie konfisziert, sodass die Familie den Feiertag in vergnüglicher Stimmung feiern kann. Die Familie erwartet zudem Besuch von Jerrys Eltern Leonard und Joyce. Zur Überraschung aller Beteiligten bringen die beiden jedoch noch eine dritte Person, einen dunkelhäutigen Mann namens Jacob mit. Rick taucht kurze Zeit später mit einem Bekannten namens Ruben, der obdachlos und als Weihnachtsmann verkleidet ist, auf, begrüßt die Gäste flüchtig und zieht sich dann mit ihm in seine Garage zurück.
Während des Essens stellt sich heraus, dass Jacob der Liebhaber von Jerrys Mutter ist und sein Vater den beiden bei ihren Liebeleien gerne zusieht. Dies zerstört für Jerry die Vorstellung eines christlichen, familiären Weihnachtsfestes und er ist am Ende der einzige, der nicht in Feiertagslaune ist, da seine restlichen Familienmitglieder diesem Konzept absolut unproblematisch gegenüber stehen. Derweil besucht Morty seinen Großvater in der Garage und sieht, dass sich Ruben in einem sehr schlechten Zustand befindet. Rick schickt daraufhin seinen Enkel, verkleinert, ins Innere von Ruben, sodass dieser den Ursachen auf den Grund gehen kann.
In Rubens Körper angelangt, entdeckt Morty eine Art Vergnügungspark, darunter Attraktionen wie die Blasenfälle, das Milzgebirge oder den Fluch der Bauchspeicheldrüse, eine Idee von Rick, die hier und dort auf Ablehnung trifft. Morty soll sich in Rubens Körper mit einem Vertrauten Ricks, Dr. Xenon Blum und dessen Kollegen, Roger, Poncho und Annie, treffen. In Letztere verguckt sich Morty sogleich. Sie reisen zusammen durch Anatomie-Park und begegnen dabei immer wieder verschiedenen Krankheiten, etwa Colitis ulcerosa, Hepatitis A, Tuberkulose oder Gonorrhoe, die sich aus ihren "Käfigen" befreit haben. Annie zeigt zunächst eine relativ große Gleichgültigkeit gegenüber Morty, legt diese jedoch schnell ab. Sie ist es auch, die Coliobakterien in Ponchos Rucksack entdeckt und dieser daraufhin offenbart, dass er bewusst die Sicherheit des Parks beeinflusste um nicht länger Blooms Handlanger zu sein. Nach und nach versterben Mortys Begleiter, da Ruben kurze Zeit später verstirbt und sein Körper seine Lebensfunktionen einzustellen beginnt.
Währenddessen klopft Ethan, Summers Freund, wütend an die Fensterscheibe der Smiths und möchte wissen, weshalb sie auf keine seiner Nachrichten antworte. Nach kurzem Streit kann Jacob Ethan beruhigen, indem er ihn nach den Gründen für dessen Aggressionen befragt.
Zurück in Rubens Körper, schauen Dr. Bloom, Morty und Annie einen Film der Ruben zeigt und die Entstehung des Parks darstellt. Wobei sich Morty und Annie inzwischen sehr nahegekommen sind. Kurze Zeit später beginnt Rubens Körper zu kollabieren, weshalb die Drei den Knochenzug, der durch das Skelett Rubens führt nehmen müssen, um den Körper durch Rubens Nippel verlassen zu können. Der Zug hat allerdings keinen Autopiloten, weshalb Dr. Bloom zurückbleibt, um den Zug zu starten. Kurz bevor er von Coliabakterien überwältigt wird, bemerkt er jedoch, dass es doch einen Autopiloten gibt, kann sich aber nicht mehr ins Innere des Zuges retten. Nachdem die Bakterien auch in den Zug eindringen, können Morty und Annie zwar zunächst entkommen, werden sogleich jedoch von Hepatitis A bedroht. In letzter Sekunde greift Hepatitis C ein, frisst Hepatitis A und schenkt den beiden das Leben.
Währenddessen hat Rick den Körper des toten Ruben ins All hinausgeflogen und vergrößert ihn, sodass Morty und Annie den Körper verlassen können. Rubens Körper bedeckt daraufhin den gesamten nordamerikanischen Kontinent und löst überall Panik aus. Rick bringt den Körper mittels Dynamit zur Explosion und überall über Amerika regnet es Blut. Zurück bei den Smiths offenbart Annie, dass sie die Arbeit Dr. Blooms studiert hat und in der Lage ist, einen neuen Anatomie-Park, diesmal einen sichereren, zu erschaffen. Auch Ricks Idee des Fluchs der Bauchspeicheldrüse sagt ihr sehr zu.
In einer Szene nach dem Abspann ist Rick zu sehen, der mittels Kopfhörern und Mikrofon mit Annie kommuniziert, die ihm mitteilt, dass Fluch der Bauchspeicheldrüse wohl nicht im neuen Anatomie-Park umgesetzt werden wird. Es wird offenbart, dass der neue Park in Ethan erbaut wird, den das ziemlich kalt zu lassen schein, und lediglich fragt, wann er denn bezahlt werden würde.

## Wissenswertes
- Die Handlung der Episode ist sehr stark an den Film Jurassic Park aus dem Jahr 1993 angelehnt, nicht zuletzt dadurch, dass Anatomie-Park ebenfalls auf einer Touristenattraktion beruht. Wie im Film, brechen auch hier die Exponate (Krankheiten) aus und die Besucher und Angestellten müssen sich in Sicherheit bringen.
- Dr. Xenon Blooms Erscheinungsbild ähnelt sehr stark dem von Richard Attenborough dargestellten Parkgründer John Hammond. So hat er ähnliche Visionen, trägt eine ähnliche Brille und hat einen Gehstock an dessen Ende ebenfalls etwas konserviert worden ist.
- Der Name Bloom ist außerdem eine Referenz zum Schauspieler Jeff Goldblum, der in den ersten beiden Teilen der Filmreihe die Rolle des Chaostheoretikers Dr. Ian Malcolm innehatte.
- Ponchos Rolle spielt auf die von Wayne Knight verkörperte Rolle des Dennis Nedry an, der im Originalfilm den Strom für die Zäune abstellte und so den Sauriern die Flucht ermöglichte.

## Rezeption
Zack Handlen vom A.V. Club sieht in der Episode: "Yet “Anatomy Park” works, and it’s another point in favor of the show that it works because of trappings and idiosyncrasies that are already established parts of Rick And Morty’s universe."

## Weblink
- Anatomie-Park bei IMDb